# Juliet Campbell (diplomate)
Pour les articles homonymes, voir Juliet Campbell (homonymie) et Campbell.
Juliet Jeanne d'Auvergne Campbell (née le 23 mai 1935) est une diplomate britannique. Elle est ambassadrice au Luxembourg de 1988 à 1991 et principale du Girton College, Cambridge de 1992 à 1998.

## Biographie
Juliet Campbell fait ses études de philosophie, politique et économie (PPE) à Lady Margaret Hall, à Oxford,.
Elle fait ensuite une carrière dans la diplomatie. Elle est membre de l'équipe d'Edward Heath qui mène des négociations alors infructueuses pour l'entrée du Royaume-Uni dans la communauté européenne, en 1961, puis est en poste à Bangkok, La Haye, puis conseillère d'ambassade à Paris (1977-1980) et Jakarta (1982-1983). Elle épouse l'historien Alec Campbell en 1983. Elle est en poste au ministère des Affaires étrangères de 1984 à 1987, puis est ambassadrice du Royaume-Uni au Luxembourg de 1988 à 1991.
Elle devient « mistress », c'est-à-dire principale du Girton College à Cambridge en 1992, succédant à Mary Warnock. Durant son mandat, l'extension Wolfson Court est réalisée et inaugurée par le duc d'Édimbourg, David Williams, alors vice-chancelier de l'université de Cambridge, et Elizabeth Bowes-Lyon. Elle préside en 1998 le comité d'organisation du 50e anniversaire du plein accès des femmes à l'université de Cambridge. Elle quitte la fonction de principale en 1998, et est remplacée par Marilyn Strathern.